# Bundeszweck (Deutscher Bund)

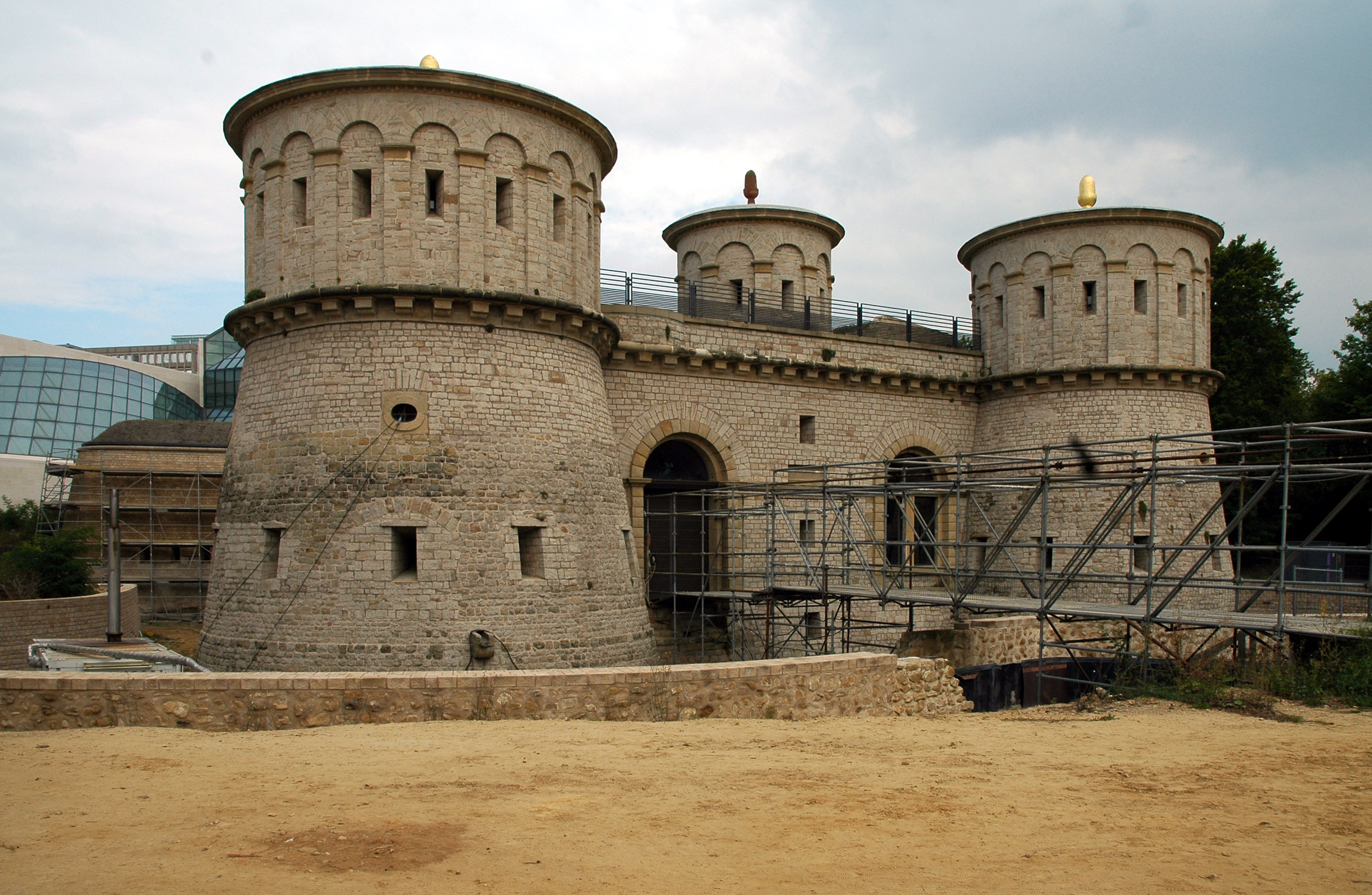
Fort Thüngen als Teil der Festung Luxemburg, einer deutschen Bundesfestung bis 1866/1867. Der Unterhalt solcher Festungen war eine der konkreten Hauptaufgaben des Deutschen Bundes.

Der Bundeszweck des Deutschen Bundes war durch die Bundesverfassung begrenzt, das heißt die Bundesakte und die Wiener Schlussakte. Da der Bund wesentlich ein Staatenbund war und kein Bundesstaat, hatte er keinen universalen Staatszweck. Wenn die Bundesverfassung ihm eine Materie nicht ausdrücklich zugesprochen hat, dann ging man davon aus, dass die Gliedstaaten dafür zuständig waren.

## Kompetenz
Die Bundesakte von 1815 stellte kaum etwas über die Zuständigkeit oder Kompetenz fest. Daher wurde in der Wiener Schlussakte von 1820 ausgeführt, dass die Zwecke „bedingt und begrenzt“ (Art. 3) durch dessen Befugnisse seien. Damit sollte der Bund alle Mittel erhalten können, um seine Zwecke zu erfüllen. Es fehlte also ein Kompetenzkatalog, so dass der Bund theoretisch sehr frei war, Bundesrecht zu setzen. Durch Bundesgesetze musste er die „organischen Bundeseinrichtungen“ bereitstellen, um die Ziele des Bundes zu verwirklichen.
Allerdings war eben der Bundeszweck begrenzt auf die Sicherheitsaspekte. Auch auf dieser Grundlage hätte man dennoch viele Bundesbefugnisse entwickeln können. Die deutschen Regierungen zeigten aber wenig Bereitschaft, die Möglichkeiten zu nutzen, jedenfalls nicht für die äußere Sicherheit durch Reform der Bundeskriegsverfassung.

## Ziele des Bundes
Laut Bundesakte (Art. 2) hatte der Bund als Ziel:
„die Erhaltung der äußeren und inneren Sicherheit Deutschlands und der Unabhängigkeit und Unverletzlichkeit der einzelnen deutschen Staaten.“
Zu verstehen war darunter die Sicherheit für das Bundesganze ebenso für die einzelnen Bundesglieder. Der Bund sollte Streitigkeiten zwischen den Bundesgliedern schlichten, die Bundesglieder vor einander und vor auswärtigen Feinden schützen und für Ruhe und Ordnung einstehen. Instrumente dazu waren der Bundeskrieg sowie die Instrumente des Bundesverfassungsschutzes, Bundesintervention und Bundesexekution. Zu einer Bundesgerichtsbarkeit mit einem permanenten Bundesgericht ist es nicht gekommen, aber im Bedarfsfall konnte ein Sondergericht über die Austrägalordnung einberufen werden.

## Debatte zur Ausweitung des Bundeszweckes
Die sogenannte allgemeine Wohlfahrt, also kulturelle, wirtschaftliche und soziale Angelegenheiten waren nicht im ursprünglichen Bundeszweck vorgesehen. Artikel 6 der Bundesakte erwähnte wohl „gemeinnützige Anordnungen sonstiger Art“ unter denjenigen Themen, die nur im Plenum des Bundestags behandelt werden konnten. Das eröffnete zumindest theoretisch die Möglichkeit, über andere als über Sicherheitsaspekte zu beraten. Artikel 64 der Wiener Schlussakte allerdings verdeutlichte, dass eine Plenarabstimmung darüber nur eine Vereinbarung zwischen den Bundesgliedern bewirken sollte. Es ging also nicht um eine Bundeskompetenz, sondern um das Hinwirken darauf, dass die Länder Gesetze erließen. Ernst Rudolf Huber spricht von „Deutschen Vertragsgesetzen“ im Sinne von gleichlautenden Landesgesetzen und nennt als Beispiel das Allgemeine Deutsche Handelsgesetzbuch von 1861.
Bei den Bemühungen um eine Bundesreform, vor allem nach 1848, wurde meist auch eine Erweiterung des Bundeszweckes gefordert. Die Themen waren eine Rechtsvereinheitlichung in Deutschland, eine gemeinsame Handelspolitik und Zollpolitik sowie einheitliche Maße und Gewichte. Dazu kam es allerdings bis zum Ende des Bundes 1866 nicht, obgleich sich Kommissionen des Bundestags durchaus mit diesen Materien befasst haben.

## Belege
1. ↑  Ernst Rudolf Huber: Deutsche Verfassungsgeschichte seit 1789. Band I: Reform und Restauration 1789 bis 1830. 2. Auflage, Verlag W. Kohlhammer, Stuttgart [u. a.] 1967, S. 597/598.
2. ↑  Ernst Rudolf Huber: Deutsche Verfassungsgeschichte seit 1789. Band I: Reform und Restauration 1789 bis 1830. 2. Auflage, Verlag W. Kohlhammer, Stuttgart [u. a.] 1967, S. 598.
3. ↑  Ernst Rudolf Huber: Deutsche Verfassungsgeschichte seit 1789. Band I: Reform und Restauration 1789 bis 1830. 2. Auflage, Verlag W. Kohlhammer, Stuttgart [u. a.] 1967, S. 594/595.
4. ↑  Michael Kotulla: Deutsche Verfassungsgeschichte. Vom Alten Reich bis Weimar (1495–1934). Springer, Berlin 2008, S. 335/399.
5. ↑  Ernst Rudolf Huber: Deutsche Verfassungsgeschichte seit 1789. Band I: Reform und Restauration 1789 bis 1830. 2. Auflage, Verlag W. Kohlhammer, Stuttgart [u. a.] 1967, S. 602.